# لوروا غريفيثز
لوروا غريفيثز (بالإنجليزية: Leroy Griffiths)‏ (30 ديسمبر 1976 بلامبيث في المملكة المتحدة - ) هو لاعب كرة قدم بريطاني في مركز الهجوم. لعب مع كوينز بارك رينجرز ونادي غيلينغهام ونادي فارنبوروه ونادي ليويس ونادي مارغيت ونادي هيرفورد وكورنثيان كاشولز وهافانت أند ووترلوفيل وEastleigh F.C. ‏ وهامبتون أند ريتشموند بورو وساتون يونايتد وStaines Town F.C. ‏ ونادي فيشر أثليتيك وThurrock F.C. ‏ ونادي ألدرشوت تاون ونادي ليذرهيد وWalton Casuals F.C. ‏ وHarrow Borough F.C. ‏ وغرايز أتلاتيك ‏ وRedhill F.C. ‏ وهارينجي بورو.

## وصلات خارجية
- لوروا غريفيثز على موقع قاعدة بيانات كرة القدم.إي يو (الإنجليزية)
- لوروا غريفيثز على موقع Soccerbase.com (لاعب) (الإنجليزية)